# Le Dieu rouge
Cet article concerne le recueil de nouvelles. Pour la nouvelle, voir Le Dieu rouge (nouvelle).
Le Dieu rouge (The Red One) est un recueil de nouvelles posthume de Jack London paru en 1918.

## Historique
La plupart des nouvelles ont fait l'objet d'une publication antérieure dans des périodiques comme le Cosmopolitan entre décembre 1916 et octobre 1918.

## Les nouvelles
L'édition de The Macmillan Co d'octobre 1918 comprend quatre nouvelles :
- Le Dieu rouge (The Red One)
- La Plus Belle Pépite (The Hussy)
- La Toison d'or (Like Argus of the Ancient Times)
- Les Trois Manchots (The Princess)

## Éditions

### Éditions en anglais
- The Red One, un volume chez The Macmillan Co, New York, octobre 1918.

### Traductions en français
- Le Dieu rouge, traduction probable du recueil par Louis Postif vers 1937-38.